# ركاب في العربة (رواية)
ركاب في العربة (بالإنجليزية: Riders in the Chariot)‏ هي رواية للكاتب الأسترالي الحائز على جائزة نوبل باتريك وايت، نشرت عام 1961، لأول مرة عن دار نشر آير آند سبوتيسوود.